# Laura Fernández
Laura Fernández (Terrassa, 1981) és una periodista i escriptora catalana en castellà. Actualment col·labora a El País, i amb anterioritat a El Mundo, Qué Leer, Mondo Sonoro, Playground i Go-Mag.
Ha publicat la ‘sit-com’ galàctica Bienvenidos a Welcome (Elipsis, 2008). El seu conte Oh, Vinnie Kansas, ¿no harías tú lo mismo? va ser inclòs a l'antologia La lista negra. Los nuevos culpables del policial español (Salto de Página, 2009). Seix Barral ha publicat les seves novel·les Wendolin Kramer (2011) i La chica zombie (2013). Posteriorment ha escrit les novel·les Connerland (2017) i La señora Potter no es exactamente Santa Claus (2021).
La seva novel·la La señora Potter no es exactamente Santa Claus va guanyar el premi El Ojo Crítico de Narrativa 2021, el Premi Finestres de Narrativa i el Millor Llibre de Ficció de 2021 pels llibreters.
Algunes de les seves influències són Philip K. Dick, Terry Pratchett i Stephen King. El seu blog és Bienvenidos a Welcome.

## Obres
- Bienvenidos a Welcome (Elipsis, 2008)
- Wendolin Kramer (Seix Barral, 2011)
- La Chica Zombie (Seix Barral, 2013)
- El Show de Grossman (Aristas Martínez, 2013)
- Connerland (Literatura Random House, 2017)
- La señora Potter no es exactamente Santa Claus (Literatura Random House, 2021)

## Premis
- Premi El Ojo Crítico de Narrativa 2021[3]
- Premi Finestres de Narrativa 2021[3]
- Millor Llibre de Ficció de 2021 pels llibreters[4]